# سكايلاب 2

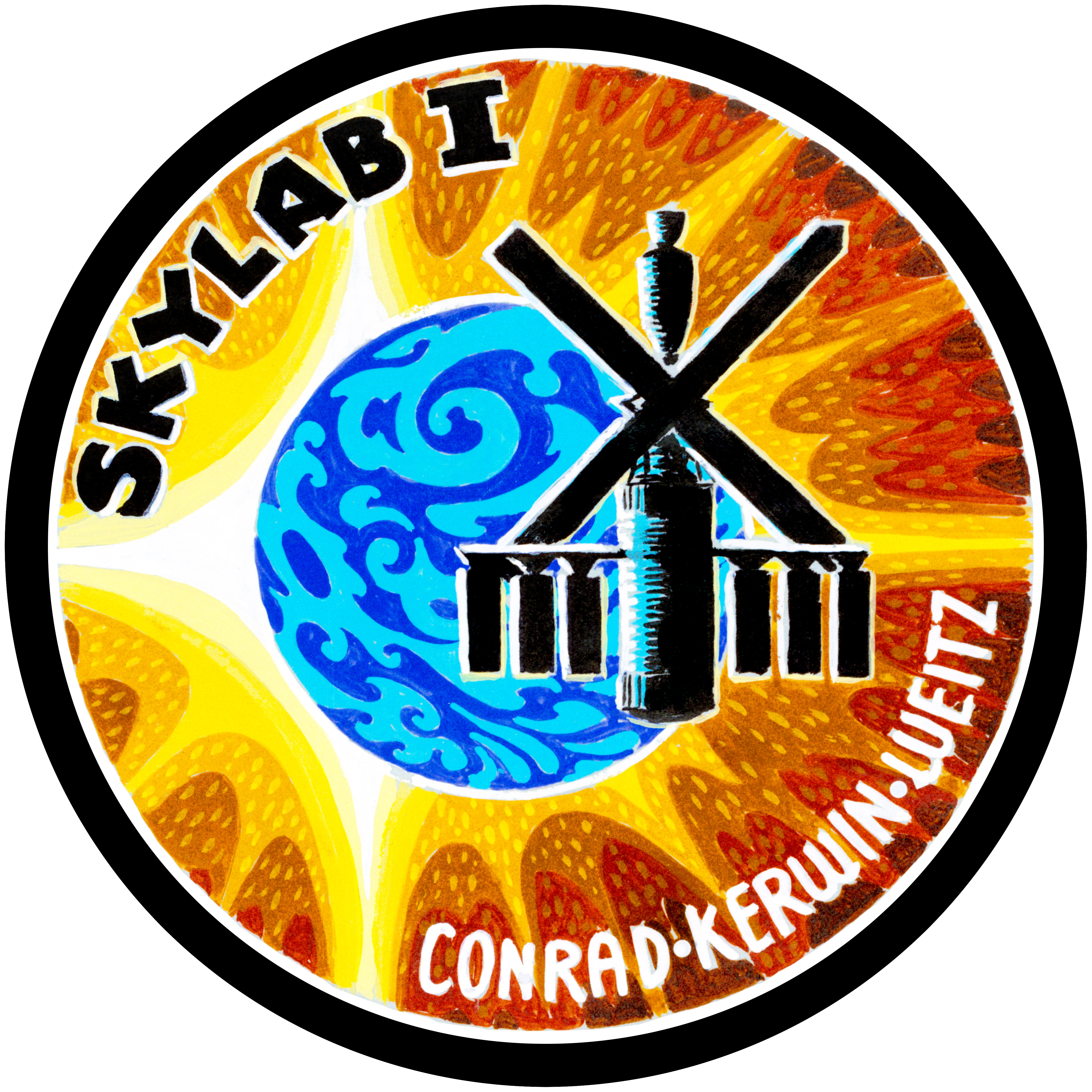

سكايلاب 2 بالإنجليزية Skylab 2 أو SL-2 هي الرحلة المأهولة الأولى إلى المعمل الفضائي سكايلاب وهي أول محطة فضاء أمريكية توجد في مدار حول الأرض . وقد أقلع رواد الفضاء إليها على قمة صاروخ من نوع ساتورن 1ب حيث صعد إلى المحطة حاملا 3 من الرواد . كما ينوه اسم سكايلاب 2 في نفس الوقت عن نوع مركبة الفضاء التي استخدمت .
وقد ضربت رحلة سكايلاب 2 رقما قياسيا لمدة بقاء الإنسان في مركبة في الفضاء . وكان الطاقم المؤلف من 3 رواد فضاء أول من شغل محطة الفضاءالأمريكية وعادوا بالسلامة بعد حادث سالوت 2 السوفييتي والذي مات الطاقم فيه خلال العودة إلى الأرض.

## اقرأ أيضا
- أبولو 8
- أبولو 10
- أبولو 11
- نيل أرمسترونج
- قائمة بعثات أبولو